# Камарин
Камарин (блр. Камарын; рус. Комарин) насељено је место са административним статусом варошице (городской посёлок) на крајњем југоистоку Републике Белорусије. Административно припада Брагинском рејону Гомељске области.
Према подацима из 2010. у вароши је живело свега 2.100 становника, и било је то друго насеље по величини у рејону после административног центра рејона Брагина.

## Географија
Насеље Камарин лежи на крајњем југу Белорусије на десној обали реке Дњепар (на граници са Украином), на око 50 км јужно од административног центра рејона Брагина и на око 182 км југозападно од главног града области Гомеља.

## Историја
Насеље Камарин се помиње први пут током XIV века као феудални посед кнежева Вишневецких у границама Пољско-литванске државе. Подручје Камарина била је једна од главних позорница борби између украјинских козака и пољске војске током XVII века.
Године 1922. основан је Камарински рејон, а само насеље постаје рејонским центром.
Насеље Камарин је одлуком белоруских власти од 17. новембра 1959. административно уређено као варошица (посёлок городского типа).

## Демографија
Према подацима статистичког завода Белорусије за 2010. варошица Камарин је имала 2.100 становника.